# Marillyn Hewson

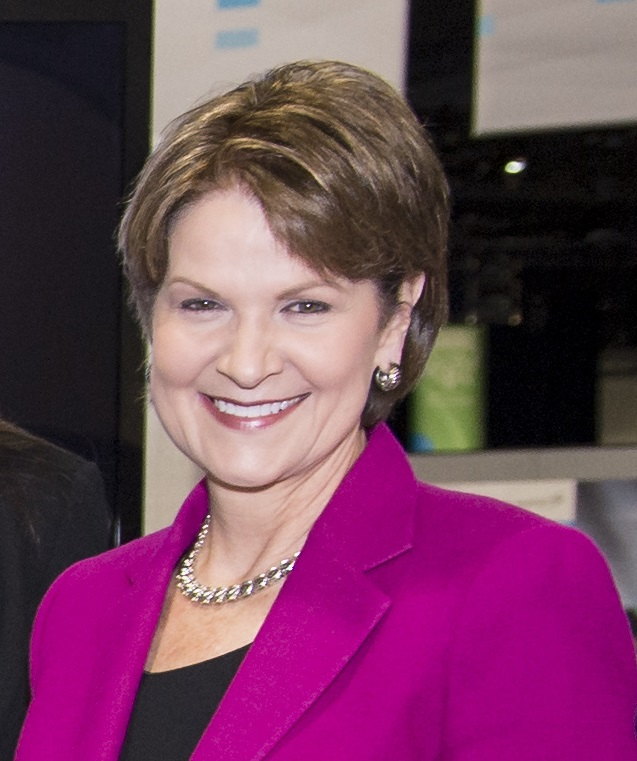
Marillyn Hewson (2014)

Marillyn Hewson (* 1954 in Junction City, Kansas) ist eine US-amerikanische Managerin.

## Leben
Hewson studierte Wirtschaftswissenschaften an der University of Alabama. Seit 1982 ist sie in dem Rüstungskonzern Lockheed Martin tätig. Seit Januar 2013 leitete sie als Nachfolgerin von Bob Stevens als Präsidentin und CEO das US-amerikanische Unternehmen Lockheed Martin.
2018 wurde Hewson in die American Academy of Arts and Sciences gewählt, 2025 zum Mitglied der National Academy of Engineering. 